# Order „Za służbę Ojczyźnie”
Order „Za służbę Ojczyźnie” (biał. Ордэн «За службу Радзіме», ros. Орден «За службу Родине») – białoruskie odznaczenie wojskowe.

## Historia
Odznaczenie został ustanowiony ustawą Rady Najwyższej Republiki Białoruskiej nr 3726 - XII z dnia 13 kwietnia 1995 roku art. 8 pkt. 3. Ustawa ta określała, że order ten jest nadawany za wzorowe wykonywanie służby wojskowej, osiągnięcia w szkoleniu bojowym podległym danej osobie jednostek, pododdziałów, wydziałów i służby specjalne, osiągnięć w umacnianiu bezpieczeństwa publicznego, ochrony granicy państwowej i zwalczania przestępczości, ochrony ludności i terytoriów w nagłych przypadkach, przy czym osoba nagrodzona wykazała szczególną aktywność osobistą.
W dniu 6 września 1999 roku dekretem Prezydenta Białorusi nr 516 określono jego wygląd, a w dniu 18 maja 2004 r. Ustawą Prezydenta Białorusi nr 288-3 uchylono ustawę z 1995 roku, zachowując na podstawie art. 4 Order „Za służbę Ojczyźnie”, a w art. 8 ustalono za jakie zasługi jest nadawany.
Pierwsze nadanie miało miejsce w 19 listopada 1997 roku (order III stopnia), 15 kwietnia 1998 roku (II stopnia) i 10 listopada 2003 (I stopnia).

## Zasady nadawania
Order posiada trzy stopnie i może być nadawany tylko raz w danym stopniu, przy czym aby otrzymać order wyższego stopnia trzeba posiadać order niższego stopnia. Zgodnie z art. 8 posiadanie przez wyróżnionego radzieckiego Orderu „Orderu Za służbę Ojczyźnie w Siłach Zbrojnych ZSRR” jest równorzędne z odpowiednim stopniem orderu białoruskiego i uprawnia do nadania odpowiednio wyższego stopnia orderu białoruskiego.
Zgodnie z art. 8 order może być nadawany oficerom i żołnierzom sił zbrojnych, funkcjonariuszom Ministerstwa Spraw Wewnętrznych, funkcjonariuszom służb finansowych i Komitetu Kontroli Państwowej oraz organów i wydziałów do spraw sytuacji nadzwyczajnych:  
- za wzorowe wykonywanie służby wojskowej, osiąganie wysokich wyników w szkoleniu bojowym podległych oddziałów i jednostki siły zbrojnych Republiki Białorusi i innych formacji wojskowych Republika Białorusi, utworzonych zgodnie z przepisami prawa Republika Białorusi
- za utrzymanie wysokiej gotowości bojowej, podnoszenie obronności Republiki Białoruś
- za osobistą odwagę i samodzielność w wykonywaniu obowiązków służbowych
- za szczególne zasługi w umacnianiu bezpieczeństwa narodowego, ochrony granicy państwowej i walce z przestępczością
- za inne zasług w służbie dla kraju.

Odznaczenie jest nadawane przez Prezydenta Białorusi.
Do chwili obecnej odznaczeniem tym wyróżniono 297 osób, w tym 258 – III stopnia, 35 – II stopnia i 4 – I stopnia.

## Opis odznaki
Odznaka odznaczenie jest wykonana ze srebra. Ogólny wygląd odznaki jest identyczny dla wszystkich stopni. Odznaką jest ośmioramienna gwiazda o średnicy 58 mm, powstała w wyniku nałożenia dwóch kwadratów. Górny kwadrat utworzony został z promieni, natomiast dolny gładki – pokryty niebieską emalią, krawędzie są w kolorze złotym lub srebrnym. Na ramionach dolnego kwadratu umieszczone są pociski, przy czym widać jedynie ich końce. Na górnym kwadracie znajduje się miecz skierowany ostrzem w dół. Na nim znajduje się okrągła tarcza w środku której znajduje się pięcioramienna gwiazda, od boków tarczy odchodzą promienie. W górnej części tarczy na emaliowanej na biało krawędzi znajduje się napis w języku białoruskim ЗА СЛУЖБУ РАДЗІМЕ (pol. Za służbę Ojczyźnie), na dolnej krawędzi jest wieniec z liści laurowych. Rewers odznaki jest gładki, na niej umieszczono mocowanie orderu.
Ordery poszczególnych stopni różnią się między sobą w następujący sposób:
- I stopnia – górny kwadrat, krawędzie dolnego kwadratu, gwiazda oraz pociski są pozłacane
- II stopnia – górny kwadrat jest w kolorze srebrnym, krawędzie dolnego kwadratu, gwiazda oraz pociski są pozłacane
- III stopnia – wszystkie elementy odznaki są w kolorze srebrnym

Odznaka zawieszona jest bezpośrednio na mundurze. Natomiast ustalono baretkę odznaczenia w postaci niebieskiej wstążki, dla I stopnia z jednym szerokim paskiem koloru żółtego, II stopnia – dwoma żółtymi paski i III stopnia – trzema żółtymi paski.